# 向原祥隆
向原 祥隆（むこはら よしたか、1957年（昭和32年）2月16日 - ）は、日本の実業家・社会運動家。鹿児島や奄美に関した書籍を出版する株式会社南方新社の創業者・代表取締役。反原発・かごしまネットの事務局長。

## 略歴
1957年（昭和32年）2月16日鹿児島県日置市生まれで、1976年（昭和51年）鹿児島県立鶴丸高等学校を経て、1980年（昭和55年）京都大学農学部を卒業後、広告出版会社に就職。1993年（平成5年）、株式会社南方新社を設立し、自ら代表取締役に就任した。1996年（平成8年）、反原発・かごしまネットの創設に参加し、自ら事務局長となる。
川内原子力発電所の再稼動阻止そして廃炉を目指した内容その他を軸とした公約を掲げ2012年（平成24年）6月21日、鹿児島県知事選挙（同年7月8日投開票）に出馬。結果は200,518票で、現職の伊藤祐一郎（394,170票）に大差で敗れた。
著作に「地域と出版 - 南方新社の十年を巡って」（南方新社　2004年（平成16年）5月27日　ISBN-13: 978-4861240201）がある。